# Modern Sounds in Country and Western Music Volume Two
Modern Sounds in Country and Western Music Volume Two – album amerykańskiego muzyka Raya Charlesa, wydany w 1962 roku. Płyta jest sequelem albumu Modern Sounds in Country and Western Music, który również ukazał się w 1962 roku.
Zaskakujący sukces Modern Sounds in Country and Western Music, albumu z coverami hitów muzyki country, który rozszedł się w ilości ponad miliona egzemplarzy, sprawił, iż Charles i producent Sid Feller zdecydowali nagrać jego kontynuację. W przeciwieństwie do poprzedniego albumu, gdzie piosenki szybkie i wolne mieszają się ze sobą, Modern Sounds in Country and Western Music Volume Two prezentuje inny układ. Na stronie pierwszej znajdują się utwory wykonywane przez The Ray Charles Big Band wraz z The Raelettes, podczas gdy na drugiej stronie są to piosenki zbliżone do tych, które wydane zostały na Modern Sounds in Country and Western Music.
Album dostępny jest także w box secie The Complete Country & Western Recordings: 1959-1986, w którego skład wchodzi również pierwsza część płyty, Modern Sounds in Country and Western Music, a także inne wydawnictwa Charlesa z muzyką country.

## Lista utworów

### Strona pierwsza
| 1. | „You Are My Sunshine” (Jimmie Davis, Charles Mitchell) | 3:01  |
|    |                                                        |       |
| 2. | „No Letter Today” (Ted Daffan)                         | 3:01  |
|    |                                                        |       |
| 3. | „Someday (You'll Want Me to Want You)” (James Hodges)  | 2:41  |
|    |                                                        |       |
| 4. | „Don’t Tell Me Your Troubles” (Don Gibson)             | 2:07  |
|    |                                                        |       |
| 5. | „Midnight” (Boudleaux Bryant, Chet Atkins)             | 3:17  |
|    |                                                        |       |
| 6. | „Oh, Lonesome Me” (Don Gibson)                         | 2:10  |
|    |                                                        |       |
|    |                                                        | 16:17 |
|    |                                                        |       |

### Strona druga
| 1. | „Take These Chains from My Heart” (Fred Rose, Hy Heath)            | 2:57  |
|    |                                                                    |       |
| 2. | „Your Cheatin' Heart” (Hank Williams)                              | 3:35  |
|    |                                                                    |       |
| 3. | „I’ll Never Stand in Your Way” (Fred Rose, Hy Heath)               | 2:20  |
|    |                                                                    |       |
| 4. | „Making Believe” (Jimmy Work)                                      | 2:52  |
|    |                                                                    |       |
| 5. | „Teardrops in My Heart” (Vaughn Horton)                            | 3:04  |
|    |                                                                    |       |
| 6. | „Hang Your Head in Shame” (Fred Rose, Edward Nelson, Steve Nelson) | 3:16  |
|    |                                                                    |       |
|    |                                                                    | 18:04 |
|    |                                                                    |       |

## Pozycje na listach

### Single
| Numer katalogowy | Piosenka                          | R&B | Pop  |
| ---------------- | --------------------------------- | --- | ---- |
| ABC 10375        | „You Are My Sunshine”             | #1  | #7   |
| ABC 10435        | „No Letter Today”                 |     | #105 |
| ABC 10435        | „Take These Chains from My Heart” | #7  | #8   |
| ABC 10375        | „Your Cheatin’ Heart”             | #23 | #29  |
| ABC 10481        | „Your Cheatin’ Heart”             |     | #102 |